# Open Market
Open Market ist seit Oktober 2005 die Bezeichnung der Deutschen Börse für den Freiverkehr an der Frankfurter Wertpapierbörse. Der Open Market ist aufgrund der Privatrechtlichkeit kein Organisierter Markt und ebenfalls kein (EU-)Regulierter Markt (engl. Regulated Markets), sondern ein börsenregulierter Markt (engl. Regulated Unofficial Market).
Innerhalb des Open Markets bestehen die Teilsegmente Quotation Board,  Basic Board und Scale.

## Hintergründe
Am 31. Dezember 2007 waren im Open Market 8.875 Unternehmen notiert.
Wertpapiere, die im Open Market gelistet sind, können grundsätzlich sowohl im Parketthandel über Xontro, als auch im elektronischen Handel über Xetra gehandelt werden. Dieses hängt letztendlich von dem Willen des Emittenten ab. Beim Listing zum Handel über Xetra ist, aufgrund der in der Regel geringen Liquidität, mindestens ein Designated Sponsor erforderlich, sofern ein kontinuierlicher Handel erfolgen soll. Wahlweise ist es jedoch auch möglich, die Verfahrensweise One-auction only zu wählen, bei der neben den Eröffnungs- und Schlusskursen lediglich ein Mittagskurs festgestellt wird.

## Zulassungsverfahren und -voraussetzungen
Bevor ein Unternehmen im Open Market gelistet wird, sind neben den Voraussetzungen zur Teilnahme am jeweiligen Teilsegment (Quotation Board, Scale oder Basic Board) folgende zusätzliche Formalia zu erfüllen:
- Der Antrag zur Zulassung muss durch einen zugelassenen Handelsteilnehmer[4] der Frankfurter Wertpapierbörse erfolgen.
- Es muss eine Internationale Wertpapierkennnummer (ISIN) verfügbar sein bzw. vorab beantragt werden.
- Es dürfen keine behördlichen Handelsbeschränkungen vorliegen.
- Sofern nicht bereits eine Zulassung im Ausland existiert, muss ein Wertpapierprospekt vorliegen, der nicht älter als 6 Monate ist, oder ein Exposé erstellt werden.
- Es muss eine Handelszulassung bei der Deutschen Börse beantragt werden.
- Die Verpflichtungserklärung zur Anerkennung der AGB der Deutschen Börse sowie zum Schadensausschluss muss unterschrieben werden.
- Es muss ein Skontroführer benannt werden.

Ebenfalls entstehen einmalige Kosten in Höhe von 750 Euro für das Zulassen der Aktien.
Erfüllt ein Unternehmen die Zulassungsvoraussetzungen, so wird es automatisch sowohl für den Parketthandel als auch für den elektronischen Handel über Xetra an der Frankfurter Wertpapierbörse zugelassen.